# Étienne (Guesch Patti)
Étienne is een nummer van de Franse zangeres Guesch Patti uit 1987. Het is de eerste single van haar debuutalbum Labyrinthe.
Het nummer kent een sensuele, provocerende en seksueel getinte tekst over een vrouw die zich aangetrokken voelt tot een man genaamd Étienne, met wie ze een intieme band heeft. Het nummer werd een grote hit en werd een gouden plaat in Frankrijk. De bijbehorende, frivole videoclip zorgde niet alleen in Frankrijk voor een schandaal, maar werd meermaals onderscheiden. Van "Étienne" werden meer dan een half miljoen exemplaren verkocht en de single bereikte nummer 1 in verschillende landen, waaronder Frankrijk en Italië. In het Nederlandse taalgebied was het succes iets bescheidener; met in de Nederlandse Top 40 een 22e positie, en in de Vlaamse Radio 2 Top 30 met een 18e positie.